# 施維茨山
施維茨山（德語：Schwyzer Alpen）是瑞士的山脈，橫跨施維茨州、盧塞恩州、楚格州、烏里州和格拉魯斯州，處於西阿爾卑斯山脈東北部，面積1,400平方公里，最高點是海拔高度2,915米的格萊尼施山。